# 春雪
《春雪》（春の雪），是三島由紀夫巨著《豐饒之海》四部曲的第一部。

## 劇情介紹
小說的年代一開始是日本大正時代，在日俄戰爭之後，家道中落的松枝侯爵家的孩子松枝清顯，對綾倉伯爵家的女兒聰子情有獨鍾，但清顯面對聰明美麗的聰子時一直有自卑感，沒有勇氣向她告白，故意做些幼稚的舉動想引起聰子的注意。最後透過同學兼好友本多繁邦幫他想辦法，於是兩人私相幽會，清顯比聰子小二歲，性格顯得不完整，在寒冷的氣候中，坐在人力車上賞遊春雪，清顯情不自禁的吻了聰子。後來兩人有肌膚之親，使得聰子懷孕，清顯的優柔寡斷和任性，常導致兩人感情陷入混沌不明。卻因而聰子和皇室洞院宮的三王子治典殿下的婚事作罷，清顯知道時後悔莫及，才發覺自己不能失去聰子。綾倉伯爵家知道聰子懷孕的事後，方寸大亂，唯恐皇上會怪罪下來，於是前往大阪請醫生拿掉聰子肚子裡的胎兒，並偽造病歷，請解除婚約。而聰子在墮胎後，出家為尼進了奈良月修寺，並發誓不再與心愛的人見面，清顯看不到聰子最後一面，因憂鬱感染肺疾，在淡淡春雪飛舞時，他做了一個夢，醒来之後，喃喃自语：“还会见面的。一定还会再见面的，在瀑布下……。”他寫信給自己的母親夢中的故事，請她轉告好友本多。回到东京，三日後去世，1914年3月2日清顯匆匆結束了二十歲的生命。

## 人物介紹
- 松枝 清顕（まつがえ きよあき）：男主角，愛著聰子，最後死於肺炎。
- 綾倉 聡子（あやくら さとこ）：女主角，深愛清顯，被迫堕胎，最後削髮為尼。
- 本多 繁邦（ほんだ しげくに）：清顯的好友，貫穿四部曲的主角。
- 洞院宮治典王（とういんのみやはるのりおう）
- 洞院宮治久王殿下（とういんのみやはるひさおうでんか）
- 洞院宮妃殿下（とういんのみやひでんか）
- 洞院宮家別当（とういんのみやけべっとう）
- 松枝 侯爵（まつがえ こうしゃく）：
- 松枝 侯爵夫人（まつがえ こうしゃくふじん）：
- 松枝 清顕の祖母：岸田今日子
- 松枝家執事・山田（やまだ）：田口トモロヲ
- 綾倉伊文 伯爵（あやくらこれぶみ はくしゃく）：
- 綾倉 伯爵夫人（あやくら はくしゃくふじん）：
- 綾倉家侍女・蓼科（たでしな）：
- 北崎玲吉（きたざき れいきち）：
- 月修寺 門跡（げっしゅうじ もんぜき）：